# Lois Kuter
Née aux États-Unis, Lois Kuter est docteur en ethnomusicologie. Ses recherches, à partir de la musique irlandaise, l’ont amenée à s’intéresser à la musique bretonne puis à la culture bretonne dans son ensemble et elle en est devenue l’ambassadrice très active en Amérique du Nord. Membre fondatrice du comité international pour la défense de la langue bretonne et responsable de sa branche aux États-Unis, elle édite depuis 1980 un remarquable bulletin d’information en langue anglaise sur la Bretagne, Bro Nevez (pays nouveau). Elle a également produit plus de 120 émissions de radio sur la musique bretonne. Elle est décorée de l'ordre de l'Hermine.